# رود گلگت
رود گلگت رودی است به سند می‌ریزد. این رود از کشور پاکستان می‌گذرد.